# El Sueño de Morfeo
El Sueño de Morfeo (Morpheus' Traum) war eine spanische Pop/Rock-Band aus Asturien, Spanien.

## Geschichte
Sie formierten sich 2002 unter dem Namen Xemá. Ihr erstes Album, Del interior, kam im selben Jahr in den Handel, war aber nicht sehr erfolgreich. Nach dem Beitritt von Juan Luis Suárez 2003 entschieden sie sich, den Namen der Gruppe in El Sueño de Morfeo zu ändern, welcher auch der Name des zweiten Albums war, das 2005 veröffentlicht wurde. Dank der Unterstützung durch die Produktionsgesellschaft Globomedia Música, welche die Band auch in einigen Folgen der Serie Los Serrano auftreten ließ, wurde die erste Single Nunca volverá in Spanien ein großer Erfolg. Diesen konnte El Sueño de Morfeo mit der zweiten Single Ojos de cielo bestätigen.
Auf ihrer ersten Tournee traten sie an über 100 verschiedenen Orten in Spanien auf; insgesamt haben über eine Million Menschen die Konzerte besucht. Für ihr zweites Album hat El Sueño de Morfeo Platin erhalten. Am 17. April 2007 erschien in Spanien das Studioalbum Nos vemos en el camino.
Die Sängerin Raquel del Rosario war seit 2006 mit dem Formel-1-Piloten Fernando Alonso verheiratet. Im Dezember 2011 gab das Paar seine Trennung bekannt. 2013 heiratete Raquel del Rosario den Fotografen Pedro Castro, mit welchem sie 15. Juli 2014 ihr erstes Kind Leo zur Welt brachte. Am 9. Mai 2016 brachte das Paar ihr zweites gemeinsames Kind zur Welt, das Mael genannt wurde.
Die Gruppe wurde vom Sender TVE zum Vertreter Spaniens beim Eurovision Song Contest 2013 ernannt. In einer Entscheidungsshow wurde der Pop-Rock-Titel Contigo hasta el final (With You Until The End) dafür ausgewählt. Die Gruppe erreichte das Finale des ESC und belegte dort den 25. und damit vorletzten Platz.
Ebenfalls im Jahr 2013 erschien das letzte gemeinsame Album der Band Todos tenemos un sueño. Dabei handelt es sich um ein Best-of-Album der größten Hits, welche unter anderem mit bekannten Persönlichkeiten wie Nek teilweise neu aufgenommen wurden.
Ende 2014 gab die Band bekannt, dass man sich im Januar des folgenden Jahres treffen würde, um an einem neuen Album zu arbeiten. Die Arbeiten wurden jedoch nie aufgenommen, stattdessen verkündete die Band, dass man fortan getrennte Wege gehen wolle.

## Diskografie

### Alben
- 2002: Del interior (als Xemá)
- 2005: El sueño de Morfeo (Die Sonderausgabe der CD El sueño de Morfeo wird zusätzlich zur CD mit Interviews, Reportagen, Fotos und Videoclips auf einer DVD verkauft.)
- 2005: Sonderausgabe mit DVD
- 2006: El sueño de Morfeo (Neuauflage mit den zusätzlichen Titeln Tómate la vida und Sonrisa especial)
- 2007: Nos vemos en el camino
- 2008: Nos vemos en el camino (Sonderausgabe mit DVD)
- 2009: Cosas que nos hacen sentir bien
- 2012: Buscamos sonrisas
- 2013: Todos tenemos un sueño,[7]

### Singles
- 2004: Nunca volverá
- 2005: Esta soy yo (ES: Gold)
- 2007: Para ti sería (mit Nek)
- 2009: Si no estás
- 2011: Cuatro elementos
- 2011: Depende de ti